# Cunchillos
Cunchillos es una localidad española de la provincia de Zaragoza. Pertenece al municipio de Tarazona. Está situada a 475m de altitud sobre el nivel del mar.

## Geografía
Se encuentra dentro de la Hoja del mapa topográfico nacional 1/50 000 del Instituto Geográfico y Catastral: 320. Longitud: 41.º54' 40" N; Latitud: 1°59′50″ E. Código Postal: 50513
La localidad es hito en el Camino de Santiago de Soria también llamado castellano-aragonés.

## Historia

### Orígenes
El nombre de Cunchillos seguramente proviene del latín concilium , en su sentido de reunión, asamblea o concejo municipal. Así lo vemos escrito en los diferentes documentos como Cochiellas, Con- xelis, Conchello, Conchiellos   y hoy Cunchillos.

La fertilidad de las riberas del Queiles, al igual que la de los otros ríos cercanos como Alhama y Huecha por ejemplo, la abundancia de caza y la existencia de sílex en estado natural  -El  Pedrerial  en Fontellas,  Pedreriales en  Malón, son factores que propiciaron asentamientos estables ya desde la época del Neolítico, Hierro y Bronce, establecimientos que fueron asentándose en el valle y que en la época celtibera dieron lugar a las localidades de Tarazona y Cascante, que se afianzaron en la época romana.
La rebelión de los celtiberos sobre el año 197 a. C. fue sofocada por Marco Porcio Catón en el 76 a. C., cuyas luchas arrasaron buena parte de las zonas de Alfaro, Borja y Cascante  que sitiada, resistió hasta el 72 a. C.,  año  en que Pompeyo pudo poner fin la guerra sertoriana. Hay que suponer que los pequeños núcleos y aldeas como Cunchillos, Vierlas, Novallas, Samanes,  etc.  también sufrirían y hasta desaparecerían, quizá con estas luchas.

### Edad Media
Tras el vacío histórico de la época visigoda en la zona. La llegada de la dominación árabe supuso un nuevo florecimiento en la zona. Esta influencia árabe perduró en la zona tras la reconquista ya que tanto Cunchillos como Malón, Novallas, Torrellas, Los Fayos, etc. Albergaron una población eminentemente morisca hasta su expulsión en 1610.
La reconquista fue una época tumultuosa para la zona. El rey navarro Sancho Garcés I tras una campaña contra los árabes en el Valle del Ebro conquisto la zona, llegando hasta Ágreda. Sin embargo las campañas de Almanzor devolvieron el dominio de Cunchillos y su término a manos musulmanas. Hubo que llegar hasta el reinado de Alfonso I el Batallador que conquistó Tudela, el Valle del Queiles y Tarazona para devolver el cristianismo a toda el área.
El primer documento escrito en el que aparece Cunchillos, en este caso con el nombre de Cochiellas, es un documento fechado entre 1119 y 1134 en el que se concede su propiedad al  Santuario de San Miguel de Aralar.

La época inmediatamente posterior a la definitiva reconquista de Cunchillos fueron un tiempo confuso para la localidad. Ésta va apareciendo en los escritos alternativamente en manos Navarras como Aragonesas. Así entre 1140 y 1143 García Ramírez el navarro se hace con la zona hasta que Ramón Berenguer IV la toma de nuevo para Aragón. De nuevo en 1146 García Ramírez se hace con la zona. Será de nuevo en 1148 cuando tenemos de nuevo prueba documental de la localidad, citada como Consellos  cuando Fortún Acenaric dona la localidad a su descendiente Acenar Acenaric y su mujer doña Oria.
La siguiente referencia histórica data de 1189 cuando Alfonso II de Aragón entregó el castillo de Cunchillos, mencionado como Conxelix  con todos sus términos, a Lope López. El 12 de febrero de 1430 Alfonso V de Aragón dio a Martín de Torrellas el lugar de Cunchillos, que hasta la fecha había sido de Juan Calvillo. El objeto de esta donación es su repoblación. El 15 de marzo de 1317 Cunchillos aparece y así hasta la fecha como parte de Aragón. En esta fecha se reconoce el feudo de los López, por lo que puede deducirse que desde 1189 hasta 1317 Cunchillos estaría en manos de los López y sus descendientes.
Tras extinguirse la familia López por falta de descendencia, el castillo se vende a García de Loriz, firmando este documento Pedro IV. García de Loriz era por aquella época señor de Torrellas y Novallas. En 1367 Cunchillos es arrendado a varios ciudadanos de Tarazona, por un precio de 500 sueldos y con la condición de que no se extrajese yeso del término salvo para la reparación del castillo.

### Edad Moderna
La Guerra de los dos Pedros supuso un duro golpe para la zona. Tras la muerte de García de Loriz el municipio se vende a Fernando Pérez Calvillo por 51 000 sueldos jaqueses. La venta integró además de Cunchillos, Samanes, las casas de Maloncillo y Valcardera. La familia Calvillo firmó un acuerdo con el Cabildo de la Catedral de Tarazona por el que cambió todas las posesiones del Cabildo en Cunchillos por Samanes. Posteriormente tras la muerte del primogénito de la familia Calvillo, Cunchillos volvió a formar parte del cabildo.
La siguiente cita histórica data del 9 de marzo de 1439 en el que Alfonso V de Aragón devolvió Cunchillos a Juan Pérez de Calvillo, sobrino del citado anteriormente. Posteriormente aparece citado que el 9 de marzo de 1479 era propiedad de Juan López de Gurrea, hijo de Francina de Perellós, viuda de Pedro Torrelllas.
Por esos años los vecinos de Cunchillos eran mayoritariamente moriscos. Al final del siglo XIV se mencionan solamente 6 fuegos no moriscos, incluyendo al alcaide del castillo. La expulsión de los moriscos en 1610 supuso un importante agravio para la zona.  En Cunchillos se cerraron 42 casas y se calcula que hubieron de marchar unas 210 personas. Se citan igualmente 325 en Vierlas, 370 en Grisel y 295 en Novallas.
En el Archivo de la Diputación General de Zaragoza se conservan numerosos documentos relativos a pleitos en la localidad, apareciendo en manos de los Heredia. Los más importantes son los relativos a los pastos, generalmente interpuestos contra Tarazona. Es interesante destacar un pleito resuelto en 1808 contra el Barón de Torrellas interpuesto por Manuel Redondo como segundo regidor y Juan Jiménez como sindico, reunió a los siguientes vecinos: Manuel Aznar, Juan Marco, Andres Lasheras, Mateo Resano,  Antonio Guillermo, Cayetano Navascués, Matías García, Juan Redondo, Francisco Magallón, Vicente García, Gregorio García,  Manuel  Marco mayor, Manuel  Marco menor, Tomas Jarauta, Pedro Martínez, Sebastián Redondo, Miguel Resano y Lasheras, Miguel Resano y Barrios, Manuel Miranda, Benito Marco,   Gaudioso Marco, Bernardo Marco, Juan Jiménez menor y Manuel Lasheras
. Como curiosidad cabe destacar que la práctica totalidad de los apellidos de los citados anteriormente siguen presentes hoy en día en Cunchillos. Durante el siglo XIX se suceden los pleitos entre vecinos recogidos en el citado archivo documental y en el importante archivo del extinto Ayuntamiento de Cunchillos, custodiado en por el Ayuntamiento de Tarazona  tras la anexión de la localidad a la cabecera de comarca.
La última referencia histórica del periodo señorial de la localidad es de 1816 cuando pertenecía a Juan de Torrellas. Posteriormente pasará a formar parte del señorío secular de la diócesis de Tarazona en 1785.

### Edad Contemporánea
El siglo XIX comenzó con la invasión napoleónica cayendo inmediatamente bajo su dominio toda esta región tras la derrota del General Castaños ante las tropas del Mariscal Lannes. Gran parte de la población abandonó la zona, con los consiguientes saqueos perpetrados por las tropas napoleónicas.  Acabada la guerra con la vuelta de Fernando VII, comenzó una época de precariedad económica por el abandono del campo en los años de la guerra y los continuos vaivenes políticos. Las guerras carlistas, no tuvieron incidencia directa en estas tierras. La desamortización de las propiedades de la Iglesia a partir de 1836 y durante todo el siglo XIX, sí que tuvieron un importante impacto en la localidad por lo que gran parte de las tierras anteriormente pertenecientes al cabildo de Tarazona pasaron a manos privadas.
El siglo XX trajo un amago de industrialización a la zona. Muchos habitantes del entonces municipio dejaron las actividades tradicionales agrícolas y comenzaron a trabajar en las fábricas de la cercana Tarazona. Este hecho contribuyó al aumento de la población de la localidad hasta mediados del siglo pasado.
La Guerra Civil que asoló España, dejó su huella importante entre los habitantes de Cunchillos que la vivieron desde la llamada zona nacional, falleciendo varios de ellos en la misma y sufriendo luego los rigores de la posguerra.
Desde mediados del siglo pasado la población se vio mermada debido al importante éxodo rural que se cebó en las comarcas rurales aragonesas.

## Geografía humana

### Demografía
| Gráfica de evolución demográfica de Cunchillos entre 1842 y 1950 |
| |
| Población de derecho según los censos de población del INE Población de hecho según los censos de población del INEEntre el censo de 1960 y el anterior, este municipio desaparece porque se integra en el municipio 50251 (Tarazona) |

### Evolución como Entidad Administrativa
El primer documento escrito en el que se dota a Cunchillos como entidad, recoge a la actual localidad como Lugar en 1495. Pasa a ser considerado Aldea en 1785. Desde las primeras divisiones territoriales Aragonesas  pertenece a la Sobrecullida de Tarazona. Tras los Decretos de Nueva Planta, con la consiguiente abolición de los Fueros de Aragón y las singularidades políticas de la Corona de Aragón; las veredas se convierten en corregimientos, pasando a formar parte del Corregimiento de Tarazona entre 1711-1833. En 1834 se constituye como Municipio independiente y de pleno dentro del partido judicial de Tarazona. No será hasta la década de 1950 cuando se unirá de nuevo a Tarazona.
Los artículos anteriormente citados recogen una evolución de la población de:
- 24 fuegos (solo musulmanes) (1495)
- 24 fuegos (1543)
- 24 fuegos, moriscos (1609)
- Moriscos expulsados: 42 casas, a 5 individuos, 210 personas (1610).
- 23 fuegos (1646)
- 18 vecinos (1713)
- 14 vecinos (1717)
- 14 vecinos (1722)
- 14 vecinos (1787)
- 46 vecinos (1797)
- 55 casas, 83 vecinos y 251 almas (Madoz, Diccionario geográfico-estadístico-histórico de España y sus posesiones de Ultramar)
- 366 habitantes (1857)
- 387 habitantes (1860)
- 364 habitantes (1900)
- 333 habitantes (1950)
- 271 habitantes (1970)
- 133 habitantes en el último censo de 2009.

## Patrimonio

### Iglesia de San Miguel Arcángel
La iglesia de San Miguel Arcángel de Cunchillos (diócesis de Tarazona) es un edificio medieval (posiblemente la antigua mezquita debido al origen morisco de la localidad) profundamente reformado y ampliado en los primeros años del siglo XVII en clave clasicista.
Fue restaurada en los años ochenta, tal como se advierte en el exterior, donde destaca un muro espadaña correspondiente al extremo de la crujía meridional, coronado por el doble vano de campanas y un remate en el frontón, que aloja la portada principal de medio punto, con derrame de triple escalón; como el resto de la fachada es de ladrillo.
En el interior se aprecia con mayor claridad la primitiva estructura de una sola nave con capillas laterales muy profundas comunicadas entre sí.
La nave central presenta cuatro tramos separados por arcos perpiaños y cubierta con bóveda de medio cañón con lunetos que se prolonga en la cabecera, rectangular, con el mismo tipo de cobertura.
Las capillas del lado del evangelio, menos profundas que las opuestas se cubren con el mismo tipo de bóveda pero transversal al eje de la iglesia. Las capillas de la epístola se cubren de modo diferente, con bóveda de arsita la más cercana al presbiterio y con cúpula sobre las dos siguientes.

### Castillo de Cunchillos
El castillo se construyó sobre una plataforma sobresaliente del terreno circundante, único resto que subsiste hoy. No queda ningún resto material pero sí el nombre de la calle de subida al mismo. La plataforma, parcialmente destruida y socavada en tiempos recientes, tenía forma cúbica, cortada en la roca natural de arcilla y conglomerado. Parte de su superficie fue cortada para la construcción de una vivienda moderna. En su base se han practicado bodegas y en algunos puntos se adosaron pequeñas edificaciones, hoy en ruina.
De la existencia del castillo hay ya noticias en 1189, cuando fue donado por Alfonso II a Lope López. A esta familia sigue perteneciendo hasta mediados del siglo XIV, cuando pasó a Fernando Pérez Calvillo (1391-1404), deán de la Catedral de Tarazona y cardenal, reteniéndolo para su señorío familiar y no para el de la catedral. En el siglo XV pasó a la familia Torrellas, en cuyas manos seguía hasta el siglo XVII.

### Torre de Samanes
Torre de Samanes de Cunchillos en el término de Cunchillos se encuentra el despoblado de Samanes. La casa se levanta a 490 m de altitud, en un paraje llano. Es el único vestigio material que queda visible de este despoblado. La casa fuerte de Samanes perteneció al obispado de Tarazona, incluso después de la desamortización, ya que el edificio había sido convertido en ermita. No obstante estaba habitado por un «cuidador» que hacia 1980 compró el edificio y lo utilizó como vivienda. Actualmente sigue perteneciendo a esta familia. El estado de conservación del exterior original, en general, es bueno salvo en la parte oriental debido al socavamiento producido por el camino anexo. Hay sillares desgastados y corroídos por la erosión, que en parte de la fachada principal fueron «rejuntados» con cemento hace algunos años. El edificio se mantiene exento salvo en uno de los lados de la fachada principal, donde se le adosó un corral.
Esta torre fue construida en el siglo XIV, directamente sobre la roca natural caliza y sin preparación previa de nivelación, pues en algunas zonas la roca natural sobresale del nivel del suelo, habiéndose mantenido esta prominencia para formar parte de la pared. Tiene planta rectangular de 8,60 x 12,50 m con unas paredes de 1,65 m de ancho en los lados cortos y 1,80 m en los largos. Actualmente tiene dos plantas, aunque solo la baja es la original del siglo XIV.
Planta baja: En su exterior se utilizó caliza y litoarenita locales, a base de sillarejos y sillares de cuidada talla en las aristas de las esquinas. Se conserva íntegra en el interior, manteniendo la bóveda, paredes y ventanas abocinadas en muy buen estado. Únicamente se le adosó en un lateral una escalera nueva para acceder al piso superior. Las paredes exteriores han sido recompuestas en algunas partes, a base de pequeñas piedras y bloques en las esquinas.
El espacio interior corresponde al de una sola estancia sin compartimentar de 6 m de altura realizada a base de sillares. Se cubre con una bóveda de cañón apuntado, reforzada con tres arcos fajones apuntados que arrancan de ménsulas de sección de cuarto de círculo, colocadas a media altura de pared. El suelo actual no es el original, que quedó cubierto bajo una capa de cemento colocado hace 20 años. La puerta se localiza en la pared sur. El acceso se realiza por una puerta enmarcada por dovelas de piedra y en arco de medio punto apuntado.
Hay cuatro ventanas abocinadas colocadas simétricamente entre sí, una en cada pared corta y otras dos una a cada lado de la puerta, sin abrirse ningún vano en la pared norte. Su factura es muy fina y cuidada, con boceles de un cuarto en cada esquina. Las escaleras que dan acceso al piso superior están adosadas a la pared oeste.
Segunda planta: Fue totalmente reconstruida en altura, a base de pequeñas piedras con hiladas horizontales de ladrillo macizo. Las esquinas fueron reforzadas también en ladrillo, continuando la labor de composición del exterior de la planta baja. El interior fue compartimentado en pequeñas estancias durante el siglo XIX, a base de tabiques de adobe. En este piso se abren tres vanos enmarcados en ladrillo en la pared sur, uno más sencillo en la pared norte y dos en el lateral oeste, sin sistematización ni factura cuidada.
El conjunto es conocido en la población como "La Ermita" por lo que no es desechable la hipótesis de su utilización en algún momento como edificio de culto.
La torre es de planta rectangular, de 13 por 9 metros, realizada en sillarejo reforzado por sillares en las esquinas. Pudo ser la torre de señorío del obispado y fechable en torno a los siglos XIII o XIV. Está organizada en dos plantas, la inferior cubierta mediante bóveda de cañón apuntado y reforzada por arcos fajones. El acceso se realiza por una puerta enmarcada por dovelas de piedra y en arco de medio punto apuntado. En los muros se abren varios vanos para iluminar el interior, algunos muy estrechos y semejantes a aspilleras y otros claramente modernos por su factura. La planta superior se encuentra algo alterada en cuanto a su remate, siendo éste de ladrillo y con tejado a dos aguas. Esta torre presenta adosado otro edificio de construcción claramente posterior.
El conjunto es conocido en la población como "La Ermita" por lo que no es desechable la hipótesis de su utilización en algún momento como edificio de culto.

## Fiestas
San Miguel, 29 de septiembre, en ellas se puede encontrar vacas, toro de ronda, hogueras, orquestas, comidas populares, etc.